# Boettgerilla blada
Boettgerilla blada, bladawiec kaukaski (Boettgerilla pallens) – inwazyjny gatunek nagiego ślimaka trzonkoocznego z rodziny boettgerillowatych (Boettgerillidae). Występuje w lasach Kaukazu na terenie Gruzji (w tym Abchazji) – w glebie, ściółce i pod kamieniami. Został zawleczony do Europy i Ameryki Północnej (Kolumbia Brytyjska), prawdopodobnie z transportem warzyw. Spotykany zwykle na wysokościach poniżej 700 m, ale w Szwajcarii dotarł do 1600 m n.p.m. Przystosował się do warunków panujących w siedliskach synantropijnych takich jak cmentarze, parki, szklarnie czy ruiny. W Polsce obserwowany od 1954 roku, występuje w południowej części kraju.

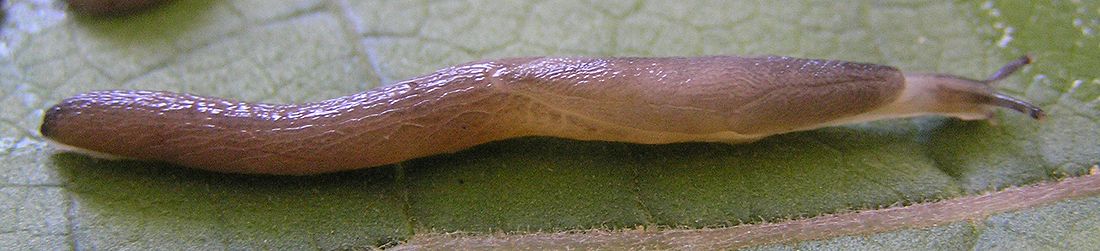
Boettgerilla blada sfotografowana w Tatrach na Słowacji

Ciało bardzo wąskie, robakowate, o długości do 60 mm i szerokości 2–5 mm. Wzdłuż grzbietu przechodzi wyraźnie zaznaczony kil. Czułki są duże i grube. Około 1/3 długości ciała, w tym zredukowaną, kruchą muszlę, osłania płaszcz. Nad otworem odbytowym leżą 2 charakterystyczne bruzdy. Ubarwienie początkowo białawe, żółtawe lub różowo-białe, a u dorosłych osobników popielate, z ciemniejszą głową i czułkami.
Anatomiczną cechą odróżniającą ten gatunek od innych ślimaków nagich występujących w Polsce jest wrzecionowaty, lśniący organ położony w środkowej części nasieniowodu.
Budowę i ekologię tego gatunku opisał polski malakolog Andrzej Wiktor. Biologia tego ślimaka pozostaje słabo poznana.
Jest uważany za szkodnika upraw, ale nie zostało to udowodnione. Ślimak prowadzi skryty tryb życia, a na światło reaguje szybką ucieczką.